# (300183) 2006 WZ58
(300183) 2006 WZ58 es un asteroide perteneciente al cinturón exterior de asteroides descubierto el 17 de noviembre de 2006 por el equipo del Spacewatch desde el Observatorio Nacional de Kitt Peak, Arizona, Estados Unidos.

## Designación y nombre
Designado provisionalmente como 2006 WZ58.

## Características orbitales
2006 WZ58 está situado a una distancia media del Sol de 3,214 ua, pudiendo alejarse hasta 3,694 ua y acercarse hasta 2,734 ua. Su excentricidad es 0,149 y la inclinación orbital 11,71 grados. Emplea 2105,36 días en completar una órbita alrededor del Sol.

## Características físicas
La magnitud absoluta de 2006 WZ58 es 15,5. Tiene 4,863 km de diámetro y su albedo se estima en 0,043. 